# Prionospio malayensis
Prionospio malayensis är en ringmaskart som först beskrevs av Maurice Caullery 1914.  Prionospio malayensis ingår i släktet Prionospio och familjen Spionidae. Inga underarter finns listade i Catalogue of Life.